# Chaiya Mitchai
Chaiya Mitchai (thai: ไชยา มิตรชัย), född 5 april 1974, var en thailändsk manlig sångare, skådespelare.

## Diskografi

### Album
- Gam-praa aa-won (กำพร้าอาวรณ์)
- Rim grai-raat (ริมไกรราศ)
- Suay tee sut (สวยที่สุด)
- Gra-tom saao mern (กระท่อมสาวเมิน)
- Tay pee chaai-klong (เทพีชายคลอง)
- Gra-tong long taang (กระทงหลงทาง)
- Look tòok leum (ลูกถูกลืม)
- Mai tham ma da (ไม่ธรรมดา)

## Filmografi
- 2015 - Mon Rak Phleng Phee Bok